# Iablanița, Caraș-Severin
Iablanița este satul de reședință al comunei cu același nume din județul Caraș-Severin, Banat, România.

## Atracții turistice
- Biserica „Sfântul Ioan Botezătorul”, construcție 1825, monument istoric

## Imagini

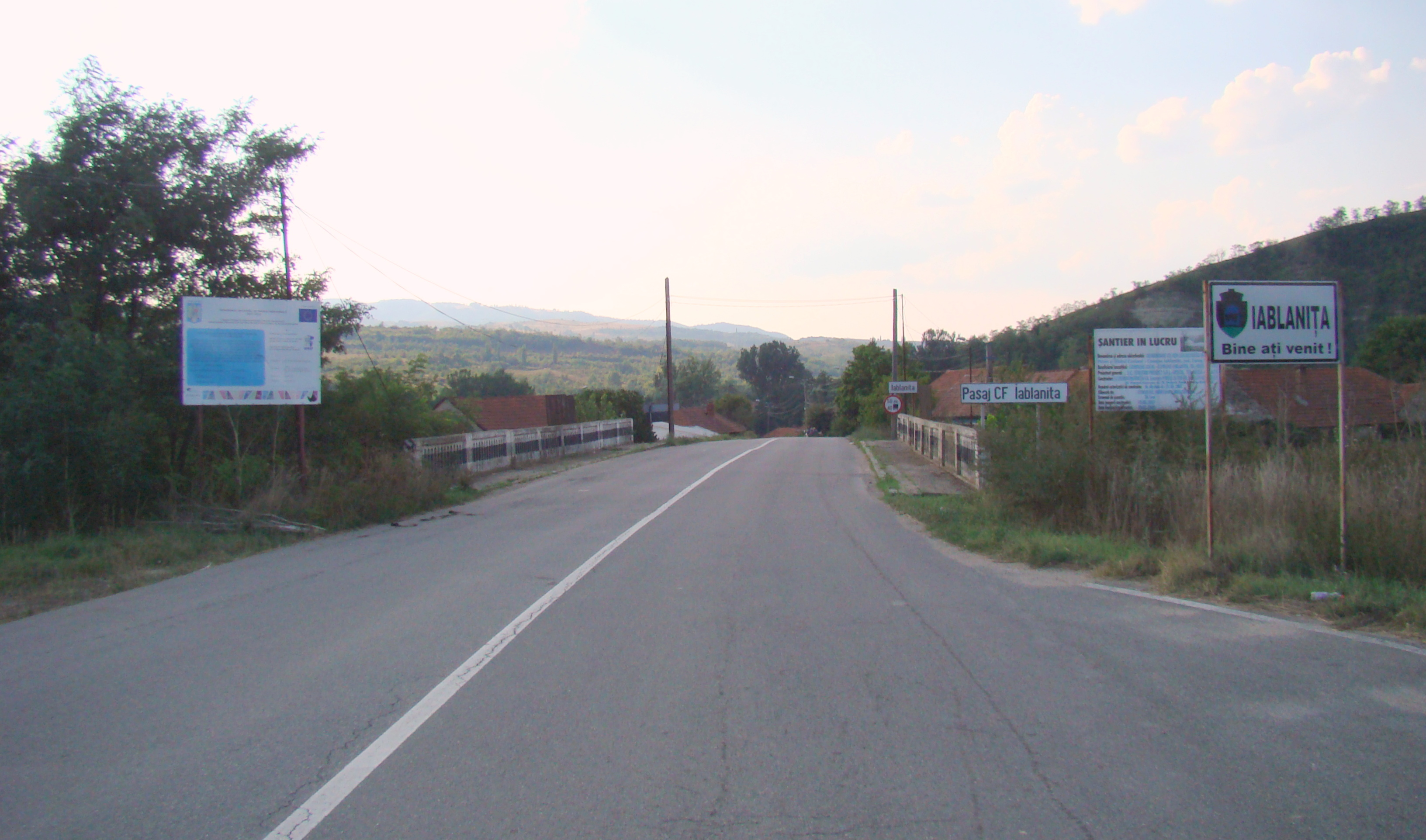
Intrarea în localitate
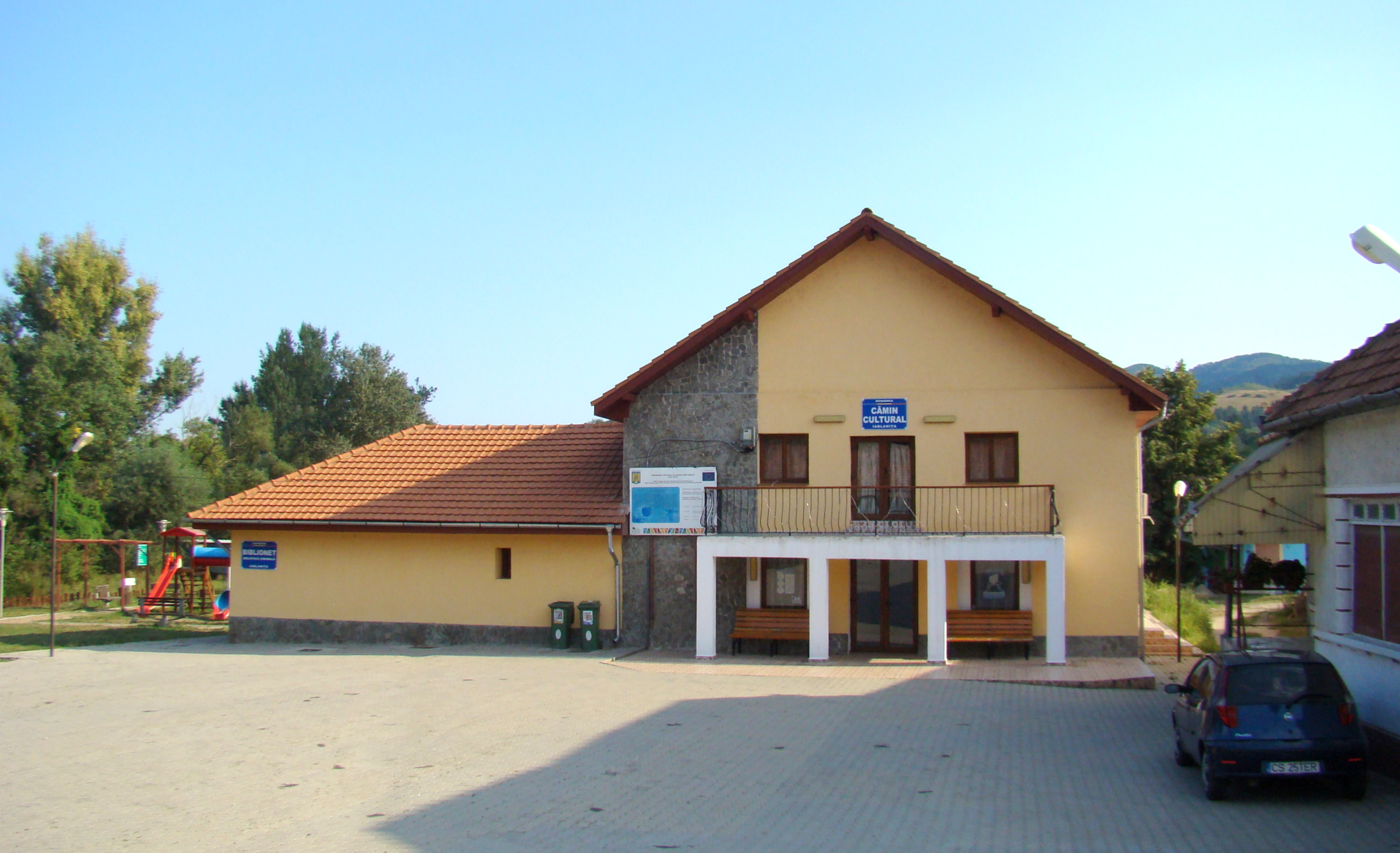
Căminul cultural
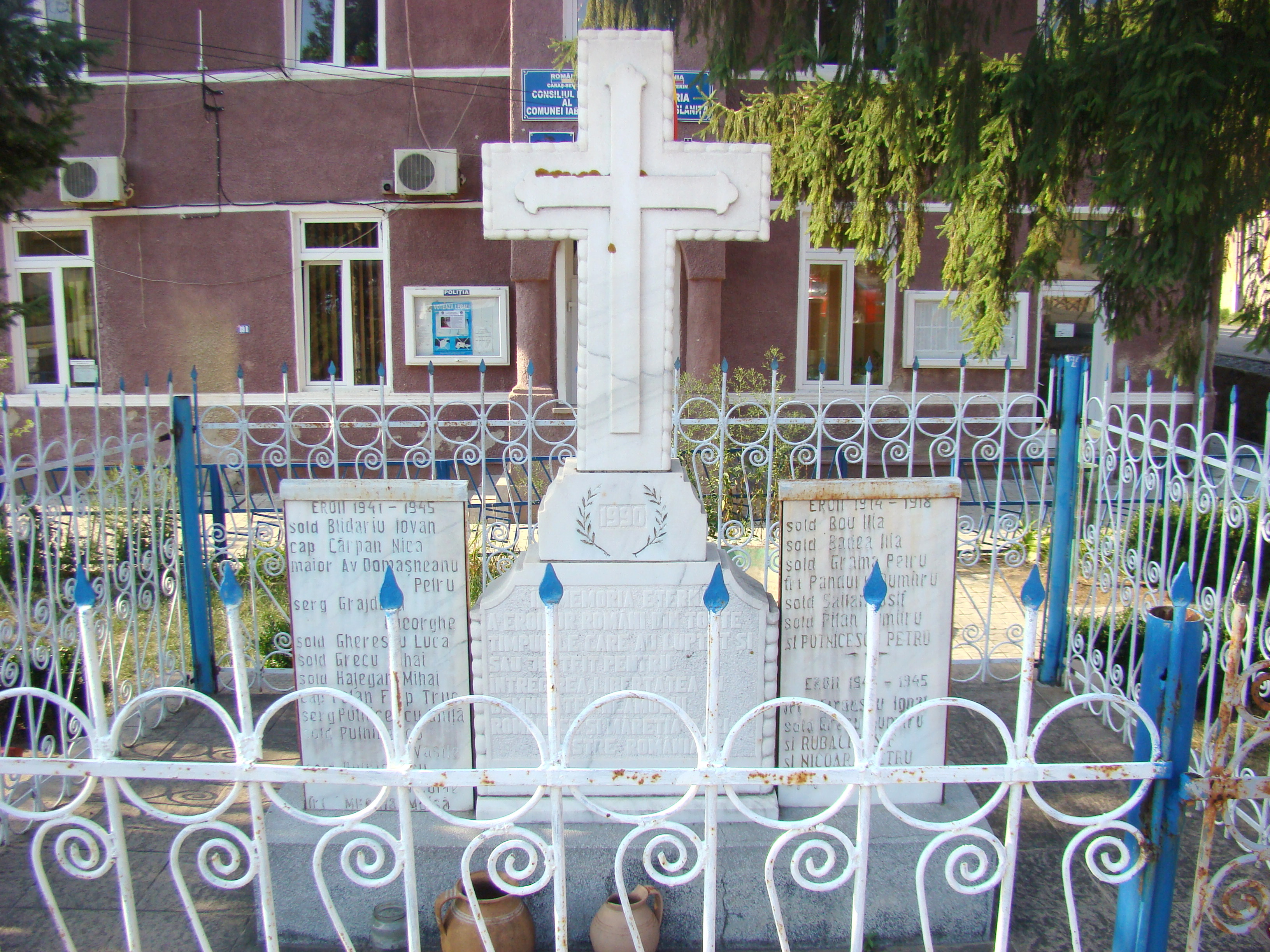
Monumentul eroilor
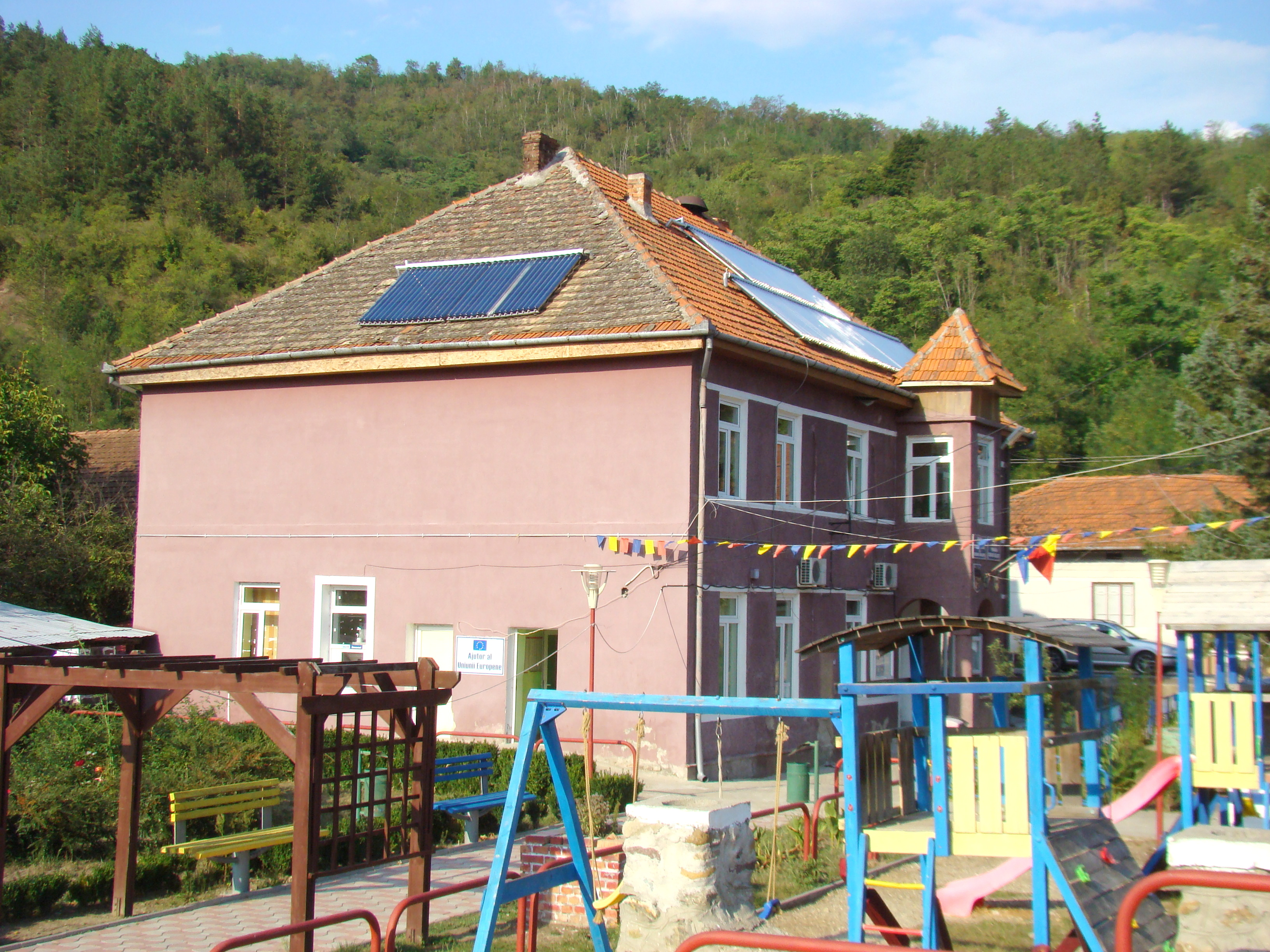
Primăria
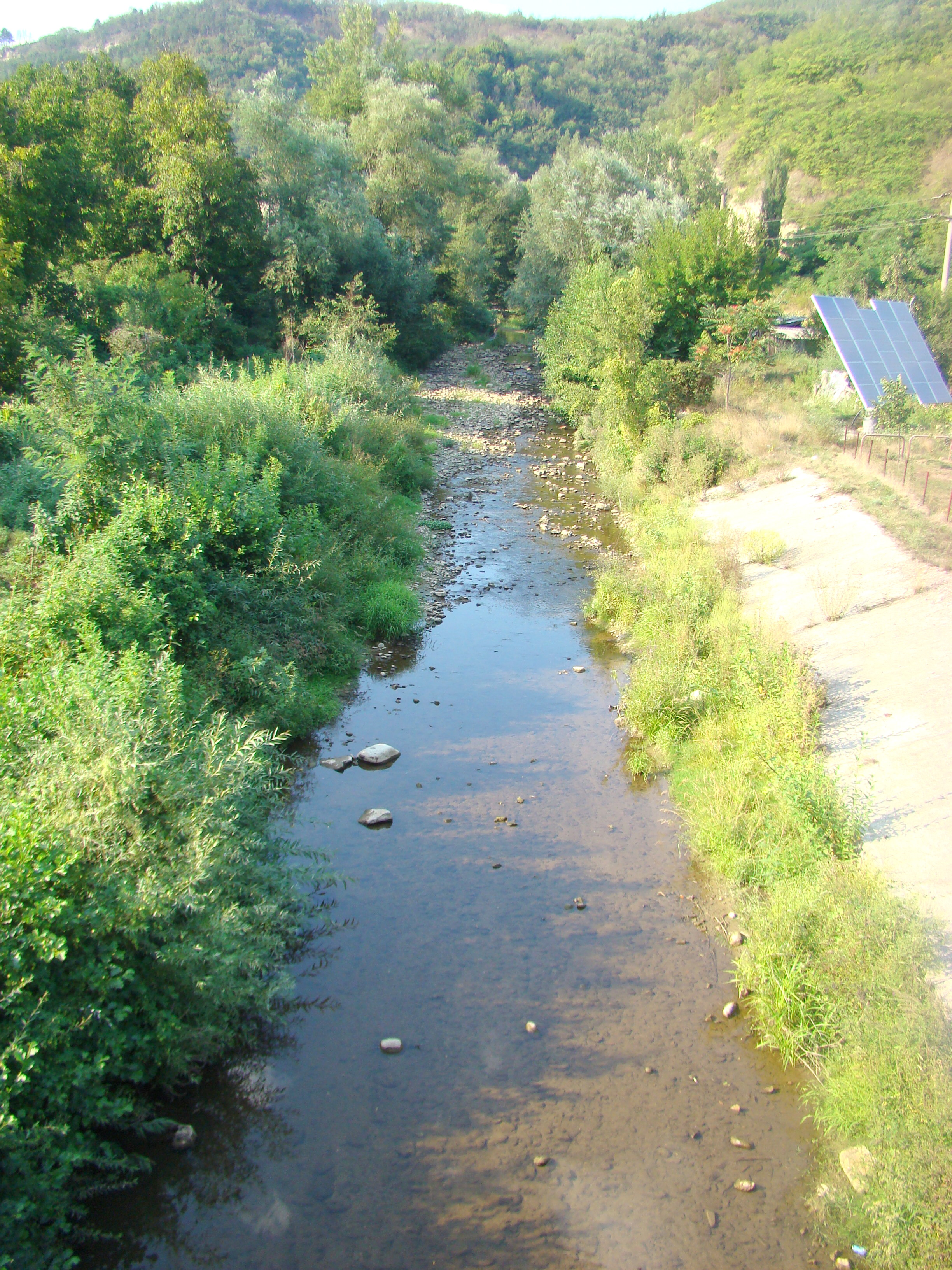
Râul Globu
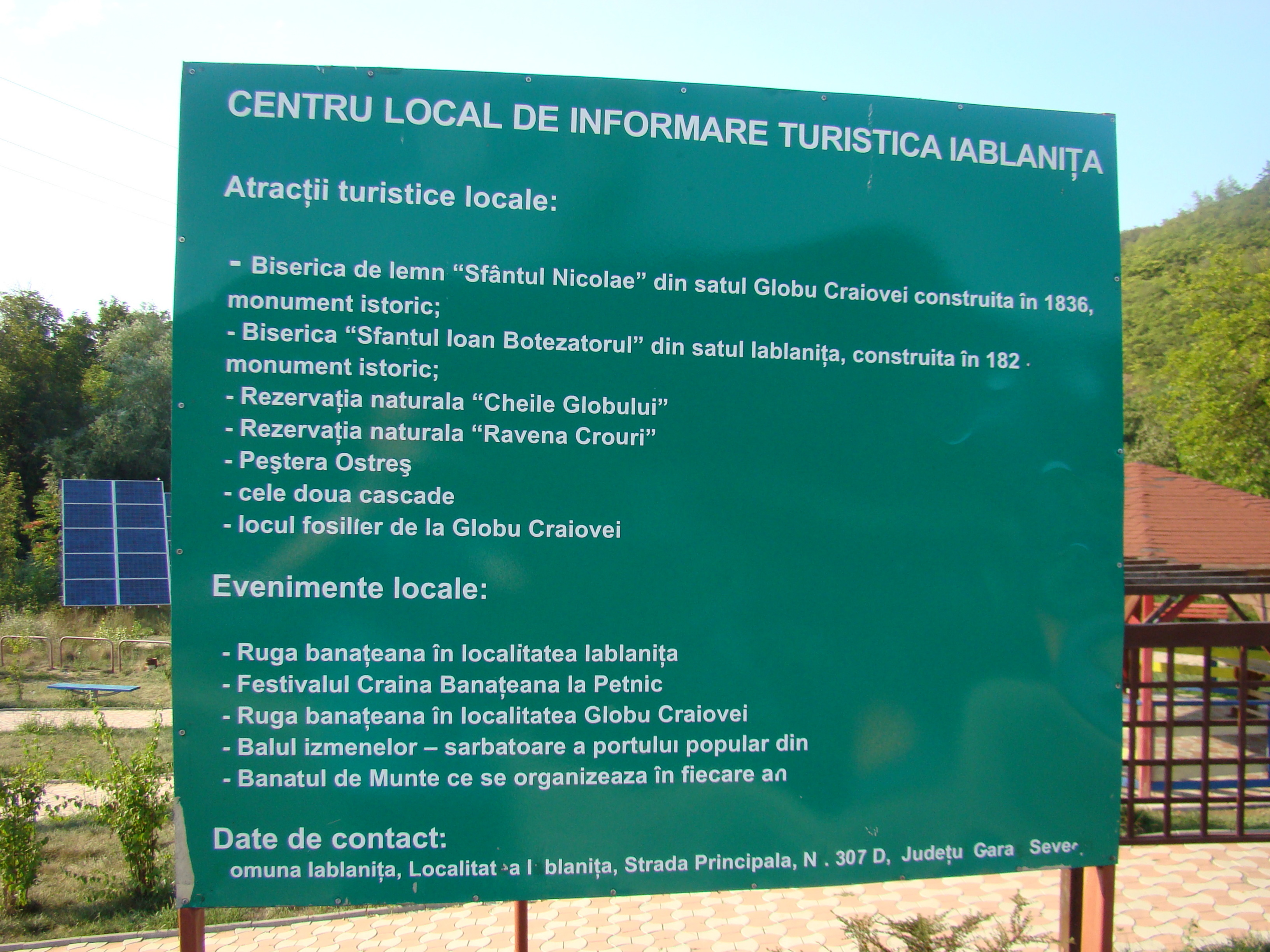

## Legături externe

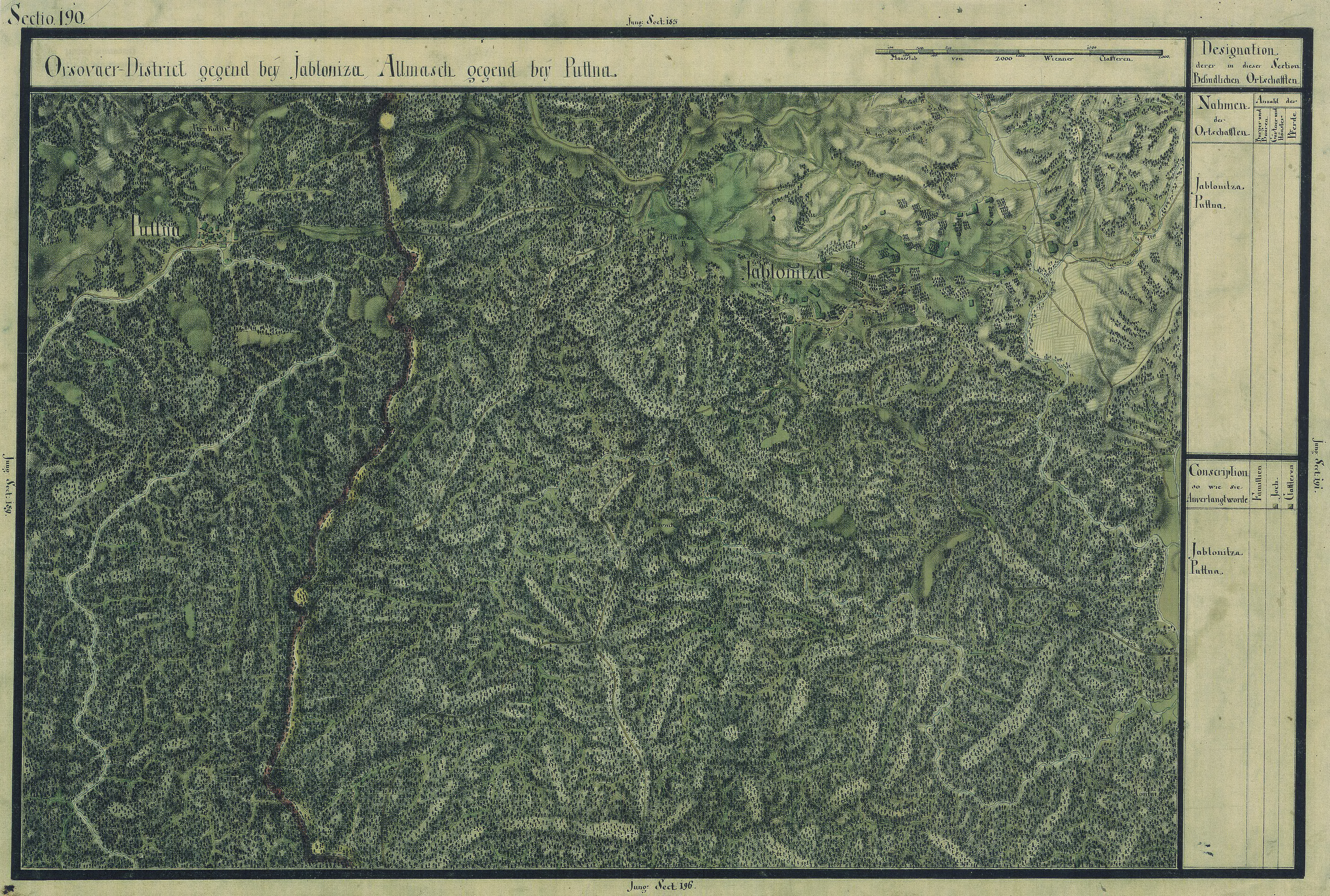
Iablanița în Harta Iosefină a Banatului, 1769-72